# Phêrô Nguyễn Văn Hiếu
Phêrô Nguyễn Văn Hiếu là một thầy giảng tử vì đạo dưới triều vua Minh Mạng, được Giáo hội Công giáo Rôma phong Hiển Thánh vào năm 1988.  
Ông sinh năm 1783 tại giáo xứ Đồng Chuối (nay là giáo xứ Tiêu Thượng, xã Tiêu Động, huyện Bình Lục, tỉnh Hà Nam, thuộc Tổng giáo phận Hà Nội). Ông được sai đi giúp các thừa sai, rồi giúp linh mục Khoan ở xứ Phúc Nhạc. Ngày 24 tháng 8 năm 1837, ông bị bắt ở Đông Biên chung với linh mục Khoan và thầy Thanh. Khi bị giam ở Ninh Bình, ông bị tra tấn nhiều lần nhưng vẫn không chịu bước qua thập giá. Lúc đầu, ông chịu án giam hậu, sau chịu án trảm quyết. Ngày 28 tháng 4 năm 1840, ba người cùng bị xử trảm quyết ở pháp trường chân núi Cánh Diều, Ninh Bình. Giáo dân làng Yên Mối (nay là giáo xứ Gia Lạc, Giáo phận Phát Diệm) đem xác về an táng tại làng. 